# 廢嬪奉氏
廢嬪奉氏（1414年—1436年），本貫河陰，奉礪之女，朝鲜王朝废世子嫔。
世宗十一年（1429年）成為朝鮮文宗之王世子嬪，封號純嬪，世宗十八年（1436年），因為妒忌以及與宮女召雙、端之有同性戀關係而廢為庶人。

## 備註
1. ↑  世宗 75卷, 18年(1436 丙辰 / 명 정통(正統) 1年) 10月 26日(戊子)○上御思政殿, 召都承旨辛引孫、同副承旨權採, 令就御榻前, 屛左右曰: 「比年以來, 事多不諧, 心實無聊, 近又有一異事, 言之亦可羞恥。 我祖宗以來, 家法克正, 比及予身, 亦賴中宮之助。 中宮極柔嘉, 無妬忌之意, 太宗每稱有樛木逮下之德, 以故家道雍穆, 以至於今。 歲丁未, 世子年十四, 有司以繼嗣之重, 早立配匹, 故(故)選世族金氏爲嬪, 金氏實愚癡不慧, 以致己酉之事, 故廢之, 更選奉氏。 不意世子自親迎以後, 琴瑟不諧者有年, 予與中宮 常加誨諭, 然後雖稍存接對之形, 然衽席之上, 雖父母豈能盡得之於子乎? 因念世子, 國之儲副, 繼體之道, 莫大乎胤嗣, 而室家如此, 又當幼年, 亦不可以多置妾媵, 憂念者久。 試以此意議諸許稠, 稠曰: 「此非細事, 豈可以小嫌而昧於大體乎? 當妙選名德, 備位宮掖, 圖廣繼嗣, 不可緩也。」 因此選入三承徽。 奉氏性甚忌妬, 當初以不甚見愛, 久懷怨惡, 及權承徽有娠, 奉氏尤憤恨, 常謂宮人曰: 「權承徽有子, 吾輩當斥退矣。」 有時哭泣, 聲聞宮中。 予與中宮召而諭之曰: 「汝甚愚昧。 汝爲世子之嬪而無子, 承徽幸有子, 常情所喜, 而反有怨心, 不亦異乎?」 奉氏略無悔色。 先是, 世子乳媼常管宮內之事, 乳媼死, 中宮又擇遣老婢代之。 婢素諄謹寡言者。 言嬪潛取世子衣服靴帶等物, 送父家, 又取裏衣衫裙等, 改爲女服, 以送於母。 予以其爲親, 故勿咎, 但責褻衣裳不可以爲親之衣服而已。 後又常敎世子曰: 「雖有諸承徽, 然豈如正嫡有子之尤貴乎? 正嫡不可疎外。」 自是世子稍加優禮。 其後奉氏自言有娠氣, 宮中皆喜, 慮有驚恐, 徙入中宮靜處者月餘。 一日, 奉氏又自言落胎雲: 「有硬物成形而出, 今在衣衾中。」 使老宮婢往視之, 衣衾中無所見, 則其言懷孕, 妄也。 又曩歲世子移處宗學之時, 奉氏往侍女溷廁, 從壁隙窺伺外人, 又常使宮婢唱悅男之歌, 又嘗手作宦寺護膝囊帒等物。 緣此世子生辰例獻之物, 無暇預造, 潛取往歲生辰已進舊物, 冒爲新備以紿進。 又宮中供用物膳, 請除其贏餘, 送於母家, 世子以爲不可以己之餘膳遺親禁之, 其後密戒宦寺, 愼勿稟於世子而送之。 當其父喪, 私送人於堂姑夫宋頎, 使掌路祭, 後宋頎書行祭族親姓名, 私謁於奉氏, 奉氏卽遺護膝以謝之, 皆不關白於世子。 若此不穩之事頗多, 予皆以婦人不識大體, 故置之。 近聞奉氏愛一宮婢召雙者, 常不離左右, 宮人或相言: 「嬪與召雙常同寢處。」 一日, 召雙灑掃宮內, 世子忽問: 「汝信與嬪同寢乎?」 召雙愕然對曰: 「然。」 其後頗聞奉氏酷愛召雙, 暫離左右, 則恨恚曰: 「我雖甚愛汝, 汝則不甚愛我。」 召雙亦常謂人曰: 「嬪之愛我, 頗異於常, 我甚惶恐。」 召雙又與權承徽私婢端之相好, 或與同寢, 奉氏以私婢石加伊, 常隨其後, 使不得與端之同遊。 先是, 奉氏晨興, 常使侍婢斂衾枕, 自與召雙寢處以後, 不復使侍婢而自斂之, 又潛使其婢澣濯其衾。 此事頗喧於宮中, 故予與中宮召召雙而問其狀, 召雙言: 「去歲冬至, 嬪夜召我入內, 他婢皆在戶外, 要我同宿, 我辭之, 嬪強之, 不得已半脫衣入屛裏, 嬪盡奪餘衣, 強使入臥相戲, 有如男子交合狀。」 予常聞侍女從婢等私相交好, 與同寢處, 甚惡之, 宮中嚴立禁令, 有犯者, 司察之女卽啓, 決杖七十, 猶不能禁止, 則或加杖一百, 然後其風稍息。 予之惡有此風, 殆天誘其衷而然也。 豈圖世子之嬪, 亦慕此風, 蕩泆如此? 乃召嬪而問之, 答曰: 「召雙與端之, 常時愛好, 不獨夜同寢宿, 晝亦交頸砥舌, 此乃彼之所爲, 我則初無同宿之事。」 然諸證甚明, 豈能終諱? 且彼人交頸砥舌之事, 亦豈嬪之所宜知乎? 常見其事而歆羨, 則其勢必效而爲之, 益無疑矣。 其餘使侍婢唱歌及窺壁隙等事, 悉皆自服, 然餘事皆輕, 若非召雙之事, 則雖置之可也, 及聞召雙之事, 然後予意斷然欲廢。 夫冢婦之職, 所係匪輕, 有此失德, 其何以承宗祀而母儀於一國乎? 然廢立之際, 歷代所重。 昔光武、玄宗, 皆黜其妻, 不免後世之議, 況今再行廢黜, 尤駭國人觀聽, 予甚慮之, 罔知所處。 昨日, 使安平、臨瀛兩大君召領議政黃喜、右議政盧閈、贊成申槪而議之, 皆曰: 「當廢。」 予亦反覆思之, 孔子、子思, 皆黜其妻, 古人亦有叱狗於親前而黜之, 誠以所重者在焉故也。 斷以大義, 不得不然, 卿等詳知首末, 作敎旨草以進。 昔金氏之廢, 予方年少氣銳, 謂廢立重事, 不可曖昧, 故詳載其事於敎書, 今則不必然也。 奉氏與宮婢同宿之事極醜, 不可載於敎旨, 姑以性妬無子, 又唱歌等四五事數之, 與三大臣同議, 速製敎旨以進。 引孫與採宣上旨於黃喜、盧閈、申槪, 同草敎旨以進, 卽令入直同知中樞金孟誠爲行香使, 以廢嬪告於宗廟, 廢黜奉氏爲庶人, 還於私第。 其敎曰: 儲副, 一國之本; 配匹, 三綱之重, 造端正始之道, 不可不愼也。 歲在己酉, 以奉氏名家之後, 爲世子嬪, 不意後來閨壼愆儀, 事非一二, 姑擧其大槪言之。 性多忌妬, 無繼嗣之重, 且使宮婢恆唱悅男之歌。 又世子移處宗學之時, 潛往侍女溷廁, 窺伺壁隙, 觀望外人。 手造(官)〔宦〕寺囊帒護膝, 緣此世子生辰例獻之物, 無暇預造, 潛取往歲生辰舊物, 冒爲新備以紿進。 又宮中供用物膳, 不稟世子之命, 密戒宦寺, 送於母家。 凡此數事, 皆非曖昧, 予親問事由, 悉皆自服。 予惟夫婦之道, 風化之源, 廢立之際, 歷代所重, 矧今世子之嬪, 再行廢黜, 尤駭觀聽。 第以夫婦之職, 所係匪輕, 有此失德, 安可以作配儲副, 承宗廟之祀, 以母儀於一國乎? 玆不獲已, 議諸大臣, 告於宗廟, 收其冊印, 廢爲庶人。 惟爾政府, 體予至懷, 曉諭中外。